# 兗州 (劉宋)
兗州，後改為北兗州，中国南朝宋時僑置的州。

## 沿革
南朝宋泰始四年（468年），兗州全境陷於北魏。泰始五年（469年），於南兗州山陽郡山陽縣淮陰城（今江蘇省淮安市淮陰區西南）僑置兗州，無實土，領六僑郡：陽平郡、東平郡、魯郡、泰山郡、高平郡、濟北郡。
南朝齊時，割南兗州之新平郡屬兗州。建元四年（482年），割南兗州之盱眙郡屬兗州，兗州徙治盱眙郡盱眙縣（今江苏省盱眙县东北）。後改兗州為北兗州，還治淮陰城，盱眙郡還屬南兗州。辖境约当今江苏省淮河以南、运河以西和高邮湖以北一带。
南朝梁時，割南兗州之山陽郡屬北兗州，改東平郡為淮陰郡。太清三年（549年），北兗州陷於東魏，改為淮州。
南朝陳太建五年（573年），收復北兗州，領三郡：淮陰郡、山陽郡、陽平郡。太建十一年（579年），北兗州陷於北周，改為淮州。

## 長官
劉宋兗州刺史（469年－479年）
- 崔公烈（469年）
- 李靈謙（469年）
- 孟次陽（469年－474年）[3]
- 呂安國（474年－477年）[4]
- 李靈謙（477年－478年）
- 垣崇祖（478年－479年）[5]

南齊兗州刺史（479年－502年）
- 垣崇祖（479年）
- 周山圖（479年－482年）[6]
- 張倪（482年－485年）
- 桓敬（485年－486年）
- 王玄載（486年－488年）
- 周盤龍（488年－489年）
- 王玄邈（未就任，489年）
- 垣榮祖（489年－491年）
- 王文和（492年－493年）
- 劉靈哲（493年－494年）[7]
- 蕭遙欣（494年）[8]
- 申希祖（495年－496年）
- 徐玄慶（496年－497年）
- 左興盛（497年－498年）
- 司馬元和（498年－？）[9]
- 张稷（500年－502年）

南梁北兗州刺史（502年－554年）
- 丁仲遷（天監初）[10]
- 張惠紹（天監中）
- 康絢（510年－511年）[11]
- 明山賓（516年－521年）[12]
- 元樹（524年）
- 趙景悅（524年）[13]
- 明山賓（權攝北兗州事，524年－527年）[12]
- 陳慶之（529年－530年）[14]
- 蕭祗（？－549年）
- 蕭弄璋（549年－？）
- 蕭邕（？－551年）[15]
- 胡貴孫（549年）[13]
- 馬明（？－554年）[16]

陳朝北兗州刺史（573年－579年）
- 徐敬成（監北兗州，573年）[17]
- 魯廣達（576年）[18]